# 존 래컴
존 래컴(John Rackham, 1682년 12월 27일 ~ 1720년 11월 18일)은 바하마와 쿠바 일대에서 활동했던 18세기 영국계 해적이다. 옥양목(calico) 옷을 입고 다녔기에 캘리코 잭(Calico Jack)이라는 별명이 붙었다. 해적의 황금시대(1690년 ~ 1730년) 후반부에 활동한 래컴은 현재 가장 유명한 ‘해골과 칼 해적기’를 만든 것과 두 명의 여성 부하(메리 리드, 앤 보니)를 데리고 있었던 것으로 잘 알려져 있다.
래컴은 1717년에 해적질을 시작했으며, 찰스 베인의 휘하에 있다가 1718년, 그를 몰아내고 두목이 되었다. 1719년에 사면령을 받아들이고 뉴프로비던스섬에 가서 살았다. 거기서 유부녀였던 앤 보니를 만났고, 1720년에 영국군 슬루프함을 훔쳐 보니와 함께 다시 해적이 되었다. 짧은 도피 기간 후 래컴은 해적 사냥꾼 조너선 바넷에게 붙잡혔고, 그해 11월에 자메이카에서 목이 매달렸다.